# The Locust
The Locust é uma banda de San Diego, Califórnia formada em 1995 por Justin Pearson (vocal e baixo), Dylan Scharf (vocal e guitarra), Bobby Bray (vocal e guitarra), Dave Warshaw (vocal e teclados) e Dave Astor (bateria). A banda dispõe de um som experimental, permeando gêneros mais extremos do hardcore. A banda usa sintetizadores e distorções de forma a unir agressividade com experimentação eletrônica. O figurino do quarteto consiste em uniformes verdes de gafanhotos usados nas apresentações ao vivo.
Lançando durante vários anos EP e splits em parceria com bandas do cenário underground como Melt-Banana, Man Is the Bastard, Jenny Piccolo, lançaram o seu primeiro álbum em 1998, o autointitulado "The Locust".
Em 2003, o The Locust lançou o álbum "Plague Soundscapes" pela Anti- (gravadora irmã da Epitaph), com 23 músicas de seu repertório.
Em 2005 lançaram o EP "Safety Second, Body Last" pela gravadora Ipecac, com apenas uma faixa, dividida em 10 ambientes diferentes ao longo do EP. Neste trabalho, o The Locust investe mais na música eletrônica, ficando mais de lado a parte grindcore.

## Discografia
- Split 10" EP com Man Is the Bastard pela King of the Monsters (1995)
- Split 5" com Jenny Piccolo pela Three One G (1995)
- The Locust 7" pela Gold Standard Laboratories (1997), re-lançado como 3" CD e 7" com faixas bonus em 2004.
- The Locust LP/CD pela Gold Standard Laboratories (1998)
- Split 7" com Arab on Radar pela Gold Standard Laboratories (2000)
- Well I'll Be a Monkey's Uncle 2x12"/CD (2000) apresentando remixes de Kid606, I Am Spoonbender e Sinking Body, entre outros artistas.
- Flight of the Wounded Locust 7"/CDEP pela Gold Standard Laboratories (2001)
- Split 7" com Melt-Banana pela Gold Standard Laboratories (2002)
- Follow the Flock, Step in Shit 3" CD pela Three One G (2003), com faixas do split 5" com Jenny Piccolo e mais uma faixa bonus.
- Plague Soundscapes CD/LP picture disc pela ANTI- (2003)
- Safety Second, Body Last CDEP pela Ipecac Recordings, e 12" pela Radio Surgery (2005)
- New Erections CD pela ANTI-, e LP pela Radio Surgery (2007)

molecular genetics, (2012)
you'll be safe forever (2013)